# فهرست ابرصدسالگان فرانسوی
این مقالی فهرستی شهروندان فرانسوی را دربردارد که بیش از صد و ده سال عمر کرده‌اند.

## ۱۰۰ نفر بیشترین سن در فرانسه
درگذشته
  زنده
| جایگاه | نام                                           | جنسیت | زادروز           | درگشت             | سن               | زادگاه               | محل دفن              |
| ------ | --------------------------------------------- | ----- | ---------------- | ----------------- | ---------------- | -------------------- | -------------------- |
| 0۱     | ژان لوئیز کالمان                              | زن    | ۲۱ فوریه ۱۸۷۵    | ۴ اوت ۱۹۹۷        | ۱۲۲ سال، ۱۶۴ روز | بوش-دو-رون           | Bouches-du-Rhône     |
| 0۲     | لوسیل راندون، خواهر آندره                     | زن    | ۱۱ فوریه ۱۹۰۴    | زنده              | ۱۲۱ سال، ۲۶ روز  | گار                  | ور (بخش)             |
| 0۳     | Jeanne Bot                                    | زن    | ۱۴ ژانویه ۱۹۰۵   | زنده              | ۱۲۰ سال، ۵۴ روز  | پیرنه-اورینتال       | Pyrénées-Orientales  |
| 0۴     | Marie Brémont (née Mésange)                   | زن    | ۲۵ آوریل ۱۸۸۶    | ۶ ژوئن ۲۰۰۱       | ۱۱۵ سال، ۴۲ روز  | من-ا-لوآر            | Maine-et-Loire       |
| 0۵     | Eudoxie Baboul                                | زن    | ۱ اکتبر ۱۹۰۱     | ۱ ژوئیه ۲۰۱۶      | ۱۱۴ سال، ۲۷۴ روز | گویان فرانسه         | French Guiana        |
| 0۶     | Eugénie Blanchard, aka Sœur Cyria Costa       | زن    | ۱۶ فوریه ۱۸۹۶    | ۴ نوامبر ۲۰۱۰     | ۱۱۴ سال، ۲۶۱ روز | سن بارتلمی           | Saint Barthélemy     |
| 0۷     | Lydie Vellard (née Hudebine)                  | زن    | ۱۸ مارس ۱۸۷۵     | ۱۷ سپتامبر ۱۹۸۹   | ۱۱۴ سال، ۱۸۳ روز | لوآره                | Loiret               |
| 0۸     | Gabrielle Valentine des Robert                | زن    | ۴ ژوئن ۱۹۰۴      | ۳ دسامبر ۲۰۱۸     | ۱۱۴ سال، ۱۸۲ روز | آردن                 | لوآر-آتلانتیک        |
| 0۹     | Camille Loiseau                               | زن    | ۱۳ فوریه ۱۸۹۲    | ۱۲ اوت ۲۰۰۶       | ۱۱۴ سال، ۱۸۰ روز | پاریس                | وال-دو-مارن          |
| ۱۰     | Anne Primout (née Dupont)                     | زن    | ۵ اکتبر ۱۸۹۰     | ۲۶ مارس ۲۰۰۵      | ۱۱۴ سال، ۱۷۲ روز | الجزایر فرانسه       | Pyrénées-Orientales  |
| ۱۱     | Valentine Ligny                               | F     | ۲۲ اکتبر ۱۹۰۶    | زنده              | ۱۱۸ سال، ۱۳۸ روز | پا-دو-کاله           | سم (فرانسه)          |
| ۱۲     | Honorine Rondello (née Cadoret)               | زن    | ۲۸ ژوئیه ۱۹۰۳    | ۱۹ اکتبر ۲۰۱۷     | ۱۱۴ سال، ۸۳ روز  | کوت-دارمور           | ور (بخش)             |
| ۱۳     | Marie-Louise Taterode                         | زن    | ۱۷ ژوئیه ۱۹۰۶    | ۳ سپتامبر ۲۰۲۰    | ۱۱۴ سال، ۴۸ روز  | کورز                 | پوی-دو-دم            |
| ۱۴     | Marie Liguinen (née Brudieux)                 | زن    | ۲۶ مارس ۱۹۰۱     | ۲ آوریل ۲۰۱۵      | ۱۱۴ سال، ۷ روز   | Corrèze              | اسون                 |
| ۱۵     | Marie-Thérèse Bardet (née Jégat)              | زن    | ۲ ژوئن ۱۸۹۸      | ۸ ژوئن ۲۰۱۲       | ۱۱۴ سال، ۶ روز   | موربیان              | Loire-Atlantique     |
| ۱۶     | Olympe Amaury (née Vignel)                    | F     | ۱۹ ژوئن ۱۹۰۱     | ۱۲ مه ۲۰۱۵        | ۱۱۳ سال، ۳۲۷ روز | نی‌یور                | Loiret               |
| ۱۷     | Luce Maced                                    | زن    | ۲ مه ۱۸۸۶        | ۲۵ فوریه ۲۰۰۰     | ۱۱۳ سال، ۲۹۹ روز | گوادلوپ              | مارتینیک             |
| ۱۸     | Marcelle Narbonne                             | زن    | ۲۵ مارس ۱۸۹۸     | ۱ ژانویه ۲۰۱۲     | ۱۱۳ سال، ۲۸۲ روز | French Algeria       | Pyrénées-Orientales  |
| ۱۹     | Clémentine Solignac (née Veyrac)              | زن    | ۷ سپتامبر ۱۸۹۴   | ۲۵ مه ۲۰۰۸        | ۱۱۳ سال، ۲۶۱ روز | اوت-لوآر             | Haute-Loire          |
| ۲۰     | Huguette Masson (née Bouteloup)               | زن    | ۲۷ ژوئن ۱۹۰۴     | ۵ مارس ۲۰۱۸       | ۱۱۳ سال، ۲۵۱ روز | سارت (فرانسه)        | Sarthe               |
| ۲۱     | Marie-Isabelle Diaz (née Rodriguès)           | زن    | ۲۲ فوریه ۱۸۹۸    | ۲۹ اکتبر ۲۰۱۱     | ۱۱۳ سال، ۲۴۹ روز | French Algeria       | رئونیون              |
| ۲۲     | Germaine Haye (née Germain) aka Anne Moranget | زن    | ۱۰ اکتبر ۱۸۸۸    | ۱۸ آوریل ۲۰۰۲     | ۱۱۳ سال، ۱۹۰ روز | اورن                 | Orne                 |
| ۲۳     | Marie-Simone Capony                           | زن    | ۱۴ مارس ۱۸۹۴     | ۱۵ سپتامبر ۲۰۰۷   | ۱۱۳ سال، ۱۸۵ روز | لوآر                 | آلپ-ماریتیم          |
| ۲۳     | Marie-Florentine Jousseaume                   | زن    | ۱۷ ژوئن ۱۹۰۷     | ۱۹ دسامبر ۲۰۲۰    | ۱۱۳ سال، ۱۸۵ روز | وانده                | Vendée               |
| ۲۵     | Marie-Louise Berthelot                        | زن    | ۲۹ ژوئیه ۱۹۰۷    | 16 January 2021   | ۱۱۳ سال، ۱۷۱ روز | Maine-et-Loire       | ماین (شهرستان)       |
| ۲۶     | Mathilde Aussant (née Gaudet)                 | زن    | ۲۷ فوریه ۱۸۹۸    | ۲۳ ژوئیه ۲۰۱۱     | ۱۱۳ سال، ۱۴۶ روز | Loire-Atlantique     | لوآر-ا-شر            |
| ۲۷     | Madeleine Chat                                | زن    | ۱۰ اوت ۱۹۰۷      | ۱۴ دسامبر ۲۰۲۰    | ۱۱۳ سال، ۱۲۶ روز | یون (فرانسه)         | Yonne                |
| ۲۸     | Julie Montabord                               | زن    | ۱۷ آوریل ۱۹۰۶    | 18 July 2019      | ۱۱۳ سال، ۹۲ روز  | Martinique           | Martinique           |
| ۲۹     | Julia Sinédia (née Cazour)                    | زن    | ۱۲ ژوئیه ۱۸۹۲    | ۶ اکتبر ۲۰۰۵      | ۱۱۳ سال، ۸۶ روز  | Réunion              | Réunion              |
| ۳۰     | Élisabeth Collot (née Benoist)                | زن    | ۲۱ ژوئن ۱۹۰۳     | ۴ سپتامبر ۲۰۱۶    | ۱۱۳ سال، ۷۵ روز  | اوت-مارن             | ایزر                 |
| ۳۱     | Marthe "Esther" Roch (née Roussas)            | زن    | ۱۹ اوت ۱۹۰۷      | 21 September 2020 | ۱۱۳ سال، ۳۳ روز  | Guadeloupe           | Guadeloupe           |
| ۳۲     | Mathilde Lartigue                             | زن    | ۲۴ مارس ۱۹۰۵     | ۲۴ مارس ۲۰۱۸      | ۱۱۳ سال، ۰ روز   | شهرستان ارو، فرانسه  | Hérault              |
| ۳۳     | Pauline Chabanny                              | زن    | ۲۰ اوت ۱۸۸۱      | ۱۳ اوت ۱۹۹۴       | ۱۱۲ سال، ۳۵۸ روز | سانتر-وال-دلوآر      | اوورنی               |
| ۳۴     | Thérèse Ladigue                               | زن    | ۱۵ فوریه ۱۹۰۳    | ۵ فوریه ۲۰۱۶      | ۱۱۲ سال، ۳۵۵ روز | رون (بخش)            | Rhône                |
| ۳۵     | Jeanne Dumaine (née Lagleize)                 | زن    | ۱۹ مارس ۱۸۸۶     | ۳ ژانویه ۱۹۹۹     | ۱۱۲ سال، ۲۹۰ روز | Paris                | Essonne              |
| ۳۶     | Marie Mornet (née Robin)                      | زن    | ۴ آوریل ۱۸۹۴     | ۵ ژانویه ۲۰۰۷     | ۱۱۲ سال، ۲۷۶ روز | وین (فرانسه)         | Vienne               |
| ۳۷     | Henriette Bœuf (née Chambrette)               | زن    | ۴ نوامبر ۱۹۰۳    | ۲۳ ژوئیه ۲۰۱۶     | ۱۱۲ سال، ۲۶۲ روز | مارن (شهر)           | Marne                |
| ۳۸     | Joséphine Choquet                             | زن    | ۶ ژوئن ۱۸۷۸      | ۱۴ فوریه ۱۹۹۱     | ۱۱۲ سال، ۲۵۳ روز | برتاین (استان)       | پیکاردی              |
| ۳۹     | Lucie Péré-Pucheu (née Dondats)               | زن    | ۱۳ اوت ۱۸۹۳      | ۶ آوریل ۲۰۰۶      | ۱۱۲ سال، ۲۳۶ روز | پیرنه-آتلانتیک       | Pyrénées-Atlantiques |
| ۴۰     | Mélanie Leblais (née Jans)                    | زن    | ۴ سپتامبر ۱۹۰۳   | ۳ آوریل ۲۰۱۶      | ۱۱۲ سال، ۲۱۲ روز | Loire-Atlantique     | Sarthe               |
| ۴۱     | Irénise Moulonguet (née Lermain)              | زن    | ۶ نوامبر ۱۹۰۰    | ۲۸ مه ۲۰۱۳        | ۱۱۲ سال، ۲۰۳ روز | Martinique           | Martinique           |
| ۴۲     | Ilse Weiszfeld (née Russ)                     | زن    | ۱۶ اکتبر ۱۹۰۴    | ۲۲ آوریل ۲۰۱۷     | ۱۱۲ سال، ۱۸۸ روز | اتریش                | Paris                |
| ۴۳     | Marie-Louise L'Huillier                       | زن    | ۲۶ ژوئن ۱۸۹۵     | ۲۸ دسامبر ۲۰۰۷    | ۱۱۲ سال، ۱۸۵ روز | کالدونیای جدید       | New Caledonia        |
| ۴۴     | Marguerite Petit (née Poinsot)                | زن    | ۳ ژوئیه ۱۸۸۳     | ۲۱ دسامبر ۱۹۹۵    | ۱۱۲ سال، ۱۷۱ روز | لورن                 | موزل                 |
| ۴۵     | Eugénie Roux                                  | زن    | ۲۴ ژانویه ۱۸۷۴   | ۲۰ ژوئن ۱۹۸۶      | ۱۱۲ سال، ۱۴۷ روز | فرانش-کنته           | رون-آلپ              |
| ۴۶     | Yvonne Bory                                   | زن    | ۱۴ مارس ۱۸۹۱     | ۷ اوت ۲۰۰۳        | ۱۱۲ سال، ۱۴۶ روز | ژیروند               | اور-ا-لوآر           |
| ۴۷     | Marie-Louise Delefortrie (née Pontet)         | F     | ۱۸ مه ۱۹۰۸       | 29 September 2020 | ۱۱۲ سال، ۱۳۴ روز | Nord                 | Nord                 |
| ۴۸     | Jeanne Colas (née Charlier)                   | زن    | ۹ ژوئن ۱۸۸۶      | ۱۵ اکتبر ۱۹۹۸     | ۱۱۲ سال، ۱۲۸ روز | Ardennes             | کوت دور              |
| ۴۹     | Suzanne Burrier (née Moreau)                  | زن    | ۱۴ مارس ۱۹۰۱     | ۱۴ ژوئیه ۲۰۱۳     | ۱۱۲ سال، ۱۲۲ روز | آلیه                 | Allier               |
| ۴۹     | Marie-Antoinette Radix                        | زن    | ۷ دسامبر ۱۹۰۴    | ۸ آوریل ۲۰۱۷      | ۱۱۲ سال، ۱۲۲ روز | Rhône                | Rhône                |
| ۵۱     | Agnès Fagoo (née Coudeville)                  | زن    | ۱۹ دسامبر ۱۸۹۴   | ۱۲ آوریل ۲۰۰۷     | ۱۱۲ سال، ۱۱۴ روز | نر (دپارتمان فرانسه) | Nord                 |
| ۵۲     | Constance Cariou (née Jouin)                  | زن    | 8 May 1895       | 29 August 2007    | ۱۱۲ سال، ۱۱۳ روز | لوآر-آتلانتیک        | Alpes-Maritimes      |
| ۵۳     | Mathilde Dupray                               | زن    | ۳۱ اکتبر ۱۹۰۳    | ۱۸ فوریه ۲۰۱۶     | ۱۱۲ سال، ۱۱۰ روز | سن-ماریتیم           | کوت-دارمور           |
| ۵۴     | Henriette Roques (née Sales)                  | زن    | ۸ سپتامبر ۱۹۰۵   | ۲۰ دسامبر ۲۰۱۷    | ۱۱۲ سال، ۱۰۳ روز | Hérault              | Hérault              |
| ۵۵     | Marguerite Bailly (née Debail)                | زن    | 6 March 1907     | 12 June 2019      | ۱۱۲ سال، ۹۸ روز  | ان (ا-دو-فرانس)      | ووژ (فرانسه)         |
| ۵۶     | Célestine Colombeau (née Voisine)             | زن    | ۱۷ فوریه ۱۸۸۴    | ۹ مه ۱۹۹۶         | ۱۱۲ سال، ۸۲ روز  | Maine-et-Loire       | Maine-et-Loire       |
| ۵۷     | Marie-Louise Jeancard                         | زن    | ۵ سپتامبر ۱۸۷۶   | ۲۵ نوامبر ۱۹۸۸    | ۱۱۲ سال، ۸۱ روز  | Alpes-Maritimes      | Alpes-Maritimes      |
| ۵۸     | Elisabeth Frénoy (née Popelin)                | زن    | ۷ فوریه ۱۹۰۷     | ۲۰ آوریل ۲۰۱۹     | ۱۱۲ سال، ۷۲ روز  | Marne                | Marne                |
| ۵۹     | Augustine Teissier                            | زن    | ۲ ژانویه ۱۸۶۹    | ۸ مارس ۱۹۸۱       | ۱۱۲ سال، ۶۵ روز  | ?                    | لانگداک روسیون       |
| ۶۰     | Paule Bronzini (née Laissac)                  | زن    | ۷ ژوئیه ۱۹۰۰     | ۲۹ اوت ۲۰۱۲       | ۱۱۲ سال، ۵۳ روز  | Bouches-du-Rhône     | وکلوز                |
| ۶۱     | Mathilde Octavie Tafna                        | زن    | ۱۶ مارس ۱۸۹۵     | ۱ مه ۲۰۰۷         | ۱۱۲ سال، ۴۶ روز  | Guadeloupe           | Guadeloupe           |
| ۶۲     | Eugénie Dauzat (née Licheron1)                | زن    | ۶ دسامبر ۱۹۰۰    | ۱۲ ژانویه ۲۰۱۳    | ۱۱۲ سال، ۳۷ روز  | Puy-de-Dôme          | Puy-de-Dôme          |
| ۶۳     | Olympe Pidancet (née Jacotot)                 | زن    | ۲۴ ژانویه ۱۸۹۷   | ۱۹ فوریه ۲۰۰۹     | ۱۱۲ سال، ۲۶ روز  | Yonne                | Rhône                |
| ۶۴     | Fanny Bruel                                   | زن    | ۱۸ مارس ۱۸۹۳     | ۲۹ مارس ۲۰۰۵      | ۱۱۲ سال، ۱۱ روز  | کانتال               | Paris                |
| ۶۵     | Blanche Marie Grosdidier (née Léonard)        | زن    | ۳ اکتبر ۱۸۸۹     | ۱۰ اکتبر ۲۰۰۱     | ۱۱۲ سال، ۷ روز   | موز (رود)            | اوآز                 |
| ۶۵     | Isabelle Boizeau (née Billaud)                | زن    | 18 November 1905 | 25 November 2017  | ۱۱۲ سال، ۷ روز   | Yonne                | Loiret               |
| ۶۵     | Jeanne Bonnot (née Paquis)                    | زن    | 18 October 1907  | 25 October 2019   | ۱۱۲ سال، ۷ روز   | دو (فرانسه)          | Doubs                |
| ۶۸     | Marie-Hélène Chanteperdrix (née Paccou)       | زن    | ۵ مارس ۱۸۸۶      | ۹ مارس ۱۹۹۸       | ۱۱۲ سال، ۴ روز   | Nord                 | سن-سن-دنی            |
| ۶۹     | Louise Fleury (née Mallet)                    | زن    | ۸ مارس ۱۸۸۸      | ۹ مارس ۲۰۰۰       | ۱۱۲ سال، ۱ روز   | Paris                | Oise                 |
| ۷۰     | Clotilde Roy (née Bouet)                      | زن    | ۲۳ اکتبر ۱۸۸۹    | ۱۳ اکتبر ۲۰۰۱     | ۱۱۱ سال، ۳۵۵ روز | Paris                | Paris                |
| ۷۱     | Madeleine Mièze (née Simplot)                 | زن    | ۲۸ آوریل ۱۹۰۱    | ۱۴ آوریل ۲۰۱۳     | ۱۱۱ سال، ۳۵۱ روز | Pas-de-Calais        | Nord                 |
| ۷۲     | Marie Combéléran (née Santamans)              | زن    | ۸ ژوئن ۱۸۸۹      | ۲۳ مه ۲۰۰۱        | ۱۱۱ سال، ۳۴۹ روز | اود (فرانسه)         | Aude                 |
| ۷۲     | Marguerite Duperray                           | زن    | ۱۲ فوریه ۱۹۰۶    | ۲۷ ژانویه ۲۰۱۸    | ۱۱۱ سال، ۳۴۹ روز | Rhône                | Rhône                |
| ۷۲     | Irène Lepetit                                 | زن    | ۱۶ ژوئن ۱۹۰۷     | ۳۱ مه ۲۰۱۹        | ۱۱۱ سال، ۳۴۹ روز | لاند                 | اوت-پیرنه            |
| ۷۵     | Jeanne Bournat (née Chalard)                  | زن    | ۲۲ ژانویه ۱۹۰۳   | ۲۰ دسامبر ۲۰۱۴    | ۱۱۱ سال، ۳۳۲ روز | Puy-de-Dôme          | Puy-de-Dôme          |
| ۷۶     | Jeannette Gayraud (née Mazzella)              | زن    | ۱۲ مه ۱۸۹۲       | ۳۱ مارس ۲۰۰۴      | ۱۱۱ سال، ۳۲۴ روز | Bouches-du-Rhône     | Var                  |
| ۷۷     | Zoé Vérot                                     | زن    | ۱۵ فوریه ۱۸۸۴    | ۴ ژانویه ۱۹۹۶     | ۱۱۱ سال، ۳۲۳ روز | Yonne                | Yonne                |
| ۷۸     | Germaine Stadler                              | زن    | ۲۹ مارس ۱۸۹۳     | ۱۴ فوریه ۲۰۰۵     | ۱۱۱ سال، ۳۲۲ روز | Pas-de-Calais        | سن-ماریتیم           |
| ۷۹     | Maurice Floquet                               | مرد   | ۲۵ دسامبر ۱۸۹۴   | ۱۰ نوامبر ۲۰۰۶    | ۱۱۱ سال، ۳۲۰ روز | Haute-Marne          | Var                  |
| ۸۰     | Maria Richard (née Huart)                     | زن    | 28 November 1900 | 11 October 2012   | ۱۱۱ سال، ۳۱۸ روز | بلژیک                | Hérault              |
| ۸۱     | Marguerite Conrad                             | زن    | ۱۵ مارس ۱۹۰۲     | ۲۶ ژانویه ۲۰۱۴    | ۱۱۱ سال، ۳۱۷ روز | Paris                | او-دو-سن             |
| ۸۲     | Amelina Debert                                | زن    | ۱۹ ژوئیه ۱۹۰۸    | ۲۷ مه ۲۰۲۰        | ۱۱۱ سال، ۳۱۳ روز | Oise                 | Oise                 |
| ۸۲     | Odile de Plunkett aka Sœur Odile              | F     | ۷ ژانویه ۱۹۰۹    | 15 November 2020  | ۱۱۱ سال، ۳۱۳ روز | Paris                | Centre               |
| ۸۴     | Maria Zaccaria (née Nicastro)                 | زن    | ۲۴ نوامبر ۱۹۰۵   | ۲ اکتبر ۲۰۱۷      | ۱۱۱ سال، ۳۱۲ روز | ایتالیا              | Hérault              |
| ۸۵     | Andrée Roy (née Puzenat)                      | زن    | ۲۳ فوریه ۱۹۰۶    | ۲۶ دسامبر ۲۰۱۷    | ۱۱۱ سال، ۳۰۶ روز | ووژ                  | Hauts-de-Seine       |
| ۸۵     | Jules Théobald                                | مرد   | ۱۷ آوریل ۱۹۰۹    | زنده              | ۱۱۵ سال، ۳۲۶ روز | Martinique           | Martinique           |
| ۸۷     | Maryse Lancioni                               | زن    | ۸ نوامبر ۱۹۰۷    | 9 September 2019  | ۱۱۱ سال، ۳۰۵ روز | جزیره کرس            | آلپ-ماریتیم          |
| ۸۸     | Félicité Jandia                               | زن    | ۱۲ فوریه ۱۸۸۱    | ۷ دسامبر ۱۹۹۲     | ۱۱۱ سال، ۲۹۹ روز | Guadeloupe           | Guadeloupe           |
| ۸۹     | Marcelle Adda (née Samuel dit Albert)         | زن    | 3 June 1905      | 22 March 2017     | ۱۱۱ سال، ۲۹۲ روز | Paris                | ایولین               |
| ۹۰     | Mathilde Gauchou                              | زن    | ۱۹ مارس ۱۸۷۹     | ۳۰ دسامبر ۱۹۹۰    | ۱۱۱ سال، ۲۸۶ روز | ?                    | ?                    |
| ۹۱     | Pauline Sevaille                              | زن    | ۲۰ نوامبر ۱۸۹۰   | ۲۹ اوت ۲۰۰۲       | ۱۱۱ سال، ۲۸۲ روز | ایل-ا-ویلن           | شهرستان اور          |
| ۹۲     | Marie-Virginie Duhem                          | زن    | ۲ اوت ۱۸۶۶       | ۲۵ آوریل ۱۹۷۸     | ۱۱۱ سال، ۲۶۶ روز | Nord-Pas-de-Calais   | Nord-Pas-de-Calais   |
| ۹۳     | Georgette Léveillé (née Lecat)                | زن    | ۲۸ ژوئن ۱۹۰۳     | ۱۴ مارس ۲۰۱۵      | ۱۱۱ سال، ۲۵۹ روز | Paris                | Hauts-de-Seine       |
| ۹۴     | Adma Tura (née Messen)                        | زن    | ۲۵ دسامبر ۱۹۰۶   | ۱ سپتامبر ۲۰۱۸    | ۱۱۱ سال، ۲۵۰ روز | لبنان                | Pyrénées-Orientales  |
| ۹۵     | Marie-Louise Bernède (née Bourdens)           | زن    | ۶ آوریل ۱۸۹۴     | ۱۱ دسامبر ۲۰۰۵    | ۱۱۱ سال، ۲۴۹ روز | Landes               | Landes               |
| ۹۶     | Anne-Marie Papail                             | F     | ۱۴ ژوئن ۱۹۰۹     | زنده              | ۱۱۵ سال، ۲۶۸ روز | Ille-et-Vilaine      | Ille-et-Vilaine      |
| ۹۷     | Marie-Louise Lambert (née Puech)              | زن    | ۹ آوریل ۱۸۸۸     | ۱۱ دسامبر ۱۹۹۹    | ۱۱۱ سال، ۲۴۶ روز | تارن                 | Tarn                 |
| ۹۸     | Madeleine Bréhamel (née Boulogne)             | زن    | ۳۱ اوت ۱۹۰۳      | ۳ مه ۲۰۱۵         | ۱۱۱ سال، ۲۴۵ روز | Seine                | Paris                |
| ۹۹     | Juliette Trimaille                            | زن    | ۲۱ اوت ۱۹۰۳      | ۱۷ آوریل ۲۰۱۵     | ۱۱۱ سال، ۲۳۹ روز | Doubs                | Doubs                |
| ۱۰۰    | Catherine Trompeter (née Weiss)               | زن    | ۲۶ مارس ۱۸۹۵     | ۱۸ نوامبر ۲۰۰۶    | ۱۱۱ سال، ۲۳۷ روز | آلزاس                | Moselle              |

## لوسیل راندون
لوسیل راندون، (به انگلیسی: Lucile Randon) که همچنین به عنوان خواهر آندره شناخته شده‌است، در ۱۱ فوریه سال ۱۹۰۴ در آلس به دنیا آمد. در سن ۴۱ سالگی او به عنوان یک راهبه در یک بیمارستان در ویشی به مدت ۳۱ سال مشغول به کار شد، سپس با انتقال به مدت ۳۰ سال در یک خانه سالمندان در Haute-Savoie بود و سرانجام از سال ۲۰۰۹ به تولون رفت. وی با نام مذهبی خود سور آندره شناخته می‌شود و از صندلی چرخدار استفاده می‌کند و بینایی خودرا از دست داده‌است. او در سال ۱۹۳۰ به مذهب کاتولیک گروید و در سال ۱۹۴۵ به خیریه‌ ی خواهران سنت پل پیوست. خواهر راندون سه برادر و یک خواهر دوقلو داشت که در دوران نوزادی درگذشت. وی در روز تولد خود در سال ۲۰۱۹ اظهار داشت: «۱۱۵ سال کافی است، امیدوارم خداوند خوب امسال مرا ببرد». هوبرت فالکو، شهردار تولون، تابعیت افتخاری شهر را به وی اعطا کرد. او همچنین ۸۸ سال بعد، با دیدیه بوریون ،۹۱، که او در حالی که دو ساله بود از او مراقبت می‌کرد و وی را با استفاده از اینترنت پیدا کرد. روزها قبل از ۱۱۷ سالگی، وی پس از آزمایش مثبت برای COVID-19 بدون هیچ گونه علائمی زنده ماند. او هم پیرترین فرد در اروپا و هم در جهان است که بر این بیماری غلبه کرده‌است.

## یادداشت ها
1. 1 2  لورن and آلزاس were at that time parts of the امپراتوری آلمان, as the آلزاس-لورن territory. They are now in France.